# Veli Peak
Veli Peak är en bergstopp i Antarktis. Den ligger i Östantarktis. Nya Zeeland gör anspråk på området. Toppen på Veli Peak är 1 742 meter över havet.
Terrängen runt Veli Peak är kuperad åt nordväst, men åt sydost är den bergig. Trakten är obefolkad. Det finns inga samhällen i närheten. 